# Боскети (Виченца)
Боскети је насеље у Италији у округу Виченца, региону Венето.
Према процени из 2011. у насељу је живело 164 становника. Насеље се налази на надморској висини од 206 м.